# Neriene amiculata
Neriene amiculata là một loài nhện trong họ Linyphiidae.
Loài này thuộc chi Neriene. Neriene amiculata được Eugène Simon miêu tả năm 1905.